# 김동석 (1903년)
김동석(1903년 8월 2일~1966년 9월 21일)은 대한민국의 정치인이다. 제4대 국회의원을 지냈다.

## 역대 선거 결과
|  | 17.85% |

|  | 3.44% |

|  | 36.35% |